# David Zhu
David Zhu (chiń. trad. 朱戴维; pinyin Zhū Dàiwéi; ur. 17 sierpnia 1990) – chiński kierowca wyścigowy, startujący w Mistrzostwach Świata Formuły 2.

## Kariera
Zhu rozpoczął karierę wyścigową w 2007 roku od Azjatyckiej Formuły BMW, gdzie reprezentował zespół Meritus. Spisywał się nieco słabiej od kolegi zespołowego, Jazemana Jaafara, który zdobył tytuł mistrzowski. Chińczyk ukończył sezon na dziesiątym miejscu zdobywając dwa miejsca na podium. W następnym roku przeniósł się do Formuły Asia, gdzie trzykrotnie stawał na podium zajmując w klasyfikacji kierowców szóste miejsce natomiast Felix Rosenqvist, jego kolega zespołowy w Formule Asia zdobył tytuł mistrzowski. W 2007 i 2008 roku uczestniczył również w Azjatyckiej Formule Renault Challenge.
W sezonach 2009 i 2010 uczestniczył w Formule Japan Challenge, zdobywając odpowiednio trzynaste i szóste miejsce będąc również najlepszym kierowcą spoza Japonii. W 2011 roku wziął udział w pierwszych dwóch wyścigach w serii Formula Pilota China zdobywając jedno miejsce na podium. W klasyfikacji kierowca zajął ósme miejsce z 39 punktami. W sezonie 2012 Chińczyk przeniósł się do Formuły 2 będąc jednocześnie pierwszym Chińczykiem uczestniczącym w tej serii wyścigowej.